# Maybach Exelero
Maybach Exelero – samochód sportowy klasy wyższej typu one-off wyprodukowany przez niemiecką markę Maybach w 2005 roku.

## Historia i opis modelu

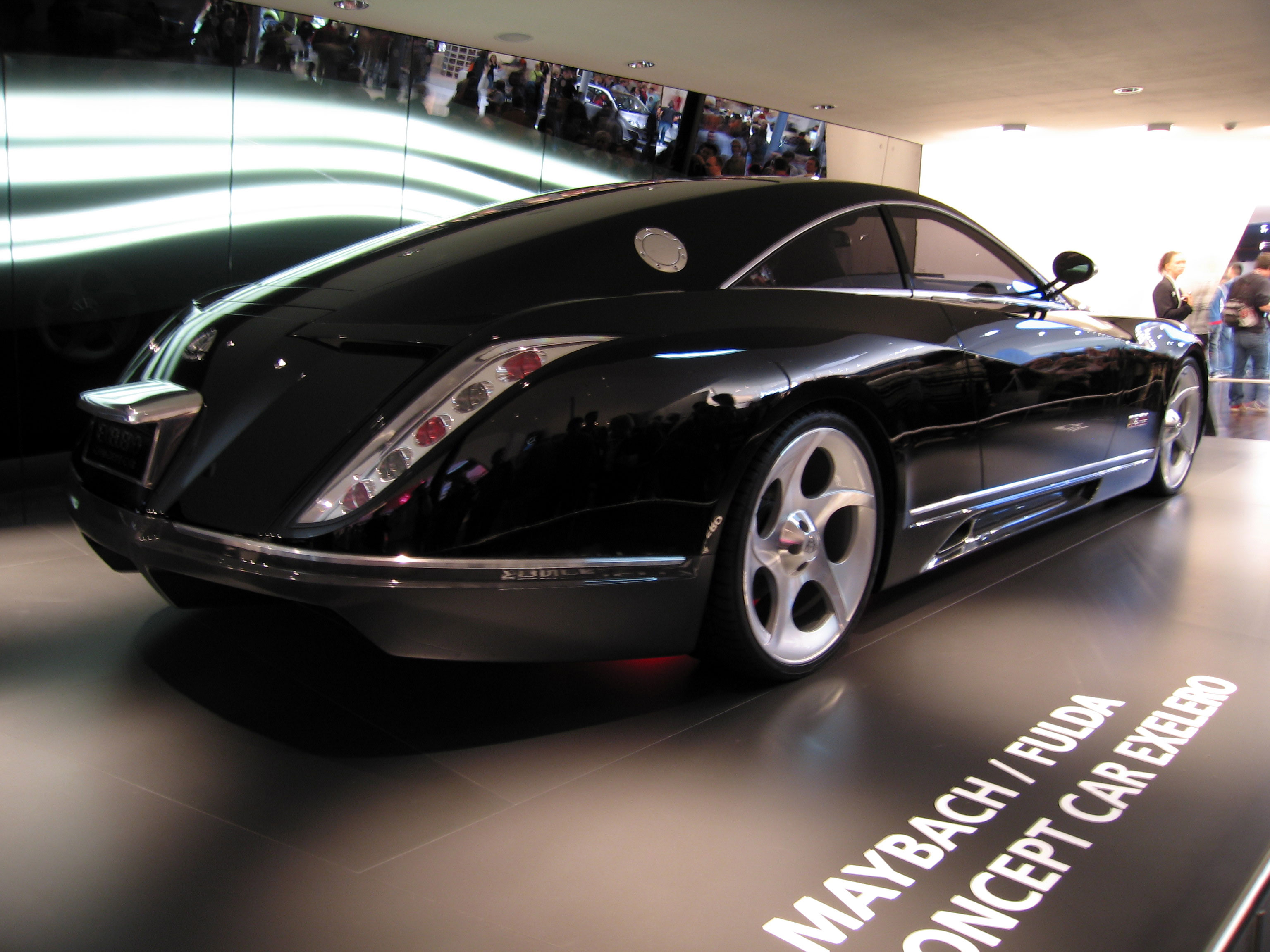
Maybach Exelero - tył

Samochód został zaprezentowany w Berlinie w 2005 roku. Pojazd stworzono w jednym egzemplarzu zbudowanym dla producenta opon Fulda, aby przetestować nowej generacji szerokie opony. Certyfikat TÜV dopuszcza auto do ruchu drogowego. Exelero to następca prototypu Maybacha z lat 30. XX wieku. Nadwozie pojazdu zostało zaprojektowane przez włoską firmę Stola z Turynu na bazie modelu 57. Samochód jest w posiadaniu amerykańskiego rapera Bryana Williamsa, który kupił go za 8 milionów dolarów.

### Silnik
Podstawowa 12-cylindrowa jednostka stosowana w limuzynach Maybacha z doładowaniem Biturbo zmodyfikowana przez specjalistów z Untertürkheim Mercedes Car Group. Po kilku usprawnieniach 12-cylindrowej jednostki Maybacha pojemność silnika zwiększono z 5,6 do 5,9 litra oraz zoptymalizowano zespół turbodoładowania.
- typ: V12 biturbo, 3 zawory na cylinder, benzynowy
- pojemność: 5,9 dm³ (5908 cm³)
- moc maksymalna: 700 KM [514 kW]
- maksymalny moment obrotowy: 1020 Nm
- prędkość maksymalna: 351,45 km/h
- przyspieszenie 0 – 100 km/h: 4,4 s
- zużycie paliwa: ok. 50 l/100 km

### Opony
Specjalnie zaprojektowane szerokie opony 315/25 ZR 23 Exelero firmy Fulda przystosowane do prędkości ponad 350 km/h, zbadane przez niemiecką instytucję certyfikującą TÜV i posiadające jej certyfikat. Całkowita masa koła w spoczynku to 46 kilogramów.

### Założenia powstania
Celem tego samochodu wyprodukowanego na zlecenie Fuldy za jej pieniądze było osiągnięcie prędkości powyżej 350 km/h. Było to potrzebne do przetestowania nowej opony firmy Fulda o nazwie Exelero. Pomiary końcowe przeprowadzone na przełomie kwietnia i maja 2005 roku na ultra-szybkim Motodromie w Nardo, przyniosły zasłużony sukces – prędkość maksymalną 351,45 km/h, największą, jaką kiedykolwiek rozwinęła limuzyna na seryjnie produkowanych oponach. Od pomysłu Fuldy, poprzez współpracę wszystkich zaangażowanych w stworzenie samochodu Maybach Exelero, do jego prezentacji minęło zaledwie 25 miesięcy.